# كارل رينش
كارل إريك رينش (بالإنجليزية: Carl Erik Rinsch) هو مخرج سينمائي أمريكي. عُرف بإخراجه لفيلم 47 رونين الصادر عام 2013 من إنتاج شركة يونيفرسال بيكتشرز وبطولة كيانو ريفز، والذي كان أول أعماله السينمائية الطويلة. 
في عام 2018، تعاقدت نتفليكس مع رينش لإنتاج مسلسل من 12 حلقة بعنوان Conquest، وصرفت عليه 55 مليون دولار، لكن المشروع فشل بعد تعثر الإنتاج وعدم الانتهاء من أي حلقة. ويواجه رينش حاليًا تهماً تتعلق بالاحتيال وغسل الأموال في محكمة فدرالية.

## المسيرة المهنية
قبل أن ينتقل إلى إخراج الأفلام الطويلة، عمل رينش في إخراج الإعلانات التجارية، وذاع صيته عام 2010 بعد إصدار الفيلم القصير الهدية، الذي كان جزءًا من حملة ترويجية لشركة فيليبس وحاز على اهتمام واسع عبر الإنترنت.
في عام 2010، أعلنت إستوديوات القرن العشرين أن رينش سيخرج الفيلم المسبق لأحداث سلسلة فضائي، لكن المشروع انتقل لاحقًا إلى المخرج ريدلي سكوت، وتحول إلى فيلم بروميثيوس.

## النزاعات القانونية
في عام 2018، بدأ كارل رينش وزوجته غابرييلا روزيس العمل على مشروع طموح بعنوان Conquest، وهو مسلسل خيال علمي يدور حول كائنات غريبة شبيهة بالبشر تُعرف باسم "Organic Intelligent"، تواجه مؤامرات خفية تقود إلى صراع عالمي ونهاية كارثية.
حصل المشروع على تمويل مبدئي من شركة 30West، ثم انضم الممثل كيانو ريفز كمنتج مشارك بعد نفاد الميزانية، وساهم في دعمه ماليًا. استخدم رينش وزوجته ست حلقات قصيرة (مدة كل منها بين 4 و10 دقائق) لعرض الفكرة على منصات البث، وفي ظل التنافس الشديد على المحتوى بين عامي 2015 و2019، أبدت كل من نتفليكس وأمازون اهتمامًا، إلا أن نتفليكس حصلت على حقوق الإنتاج ووافقت على تمويل قدره 61.2 مليون دولار.
لاحقًا، كشفت تحقيقات صحفية لنيويورك تايمز عام 2023 عن مشاكل كبيرة في سير الإنتاج، حيث اتُهم رينش بسوء السلوك في موقع التصوير، بما في ذلك الصراخ العلني على أفراد الطاقم، كما وردت تقارير عن تعاطيه أدوية منشطة وتدهور حالته النفسية. رغم عدم التزامه بالجداول الزمنية، طلب تمويلاً إضافيًا من نتفليكس، فحصل على 11 مليون دولار قام بتحويلها إلى حسابه الشخصي واستخدمها في المضاربة بسوق الأسهم، ما أدى إلى خسارة حوالي 6 ملايين دولار خلال أسابيع.
مع تفاقم الوضع، تقدّمت زوجته بطلب الطلاق، مشيرة إلى سلوكياته أصبحت غريبة بشكل متزايد، من بينها ادعاؤه قدرته على التنبؤ بالكوارث الطبيعية، واعتقاده بأن الطائرات ليست آلات بل كائنات ذكية وعضوية و اكتشف طريقة لرصد "إشارات لفيروس كورونا منبعثة من باطن الأرض". وفي مارس 2021، أوقفت نتفليكس تمويل المشروع نهائيًا دون استلامها أي حلقة مكتملة للمسلسل.
ورغم هذه الانتكاسات، استثمر رينش في عام 2020 جزءًا من أموال المشروع في عملة رقمية تدعى دوج كوين، وحقق أرباحًا بلغت 23 مليون دولار بعد بيعها في مايو 2021، استخدمها لشراء سيارات فاخرة وأثاث فاخر. وفي مايو 2024، أصدرت هيئة تحكيم حكمًا يُلزمه بسداد 8.78 مليون دولار لنتفليكس والتنازل عن حقوق المقاطع المصورة من المشروع.

## الاتهام
في مارس 2025، تم اعتقال كارل رينش في لوس أنجلوس، ووجهت له محكمة فدرالية في نيويورك تهمًا بالاحتيال الإلكتروني وغسل الأموال، إضافة إلى خمس تهم تتعلق بإجراء معاملات مالية بأموال غير مشروعة، وقد تصل عقوبتها إلى السجن 70 عامًا مجتمعة.
اتهمته السلطات بإساءة استخدام 11 مليون دولار من أموال نتفليكس، حيث أنفقها على استثمارات عالية المخاطر، أستخدامها في تسديد نفقات شخصية مثل محامي الطلاق، ومشتريات فاخرة تضمنت خمس سيارات رولز رويس، فيراري، أثاث فاخر، وإقامات في فنادق فخمة.